# Stadtprozelten
Stadtprozelten – miasto w Niemczech, w kraju związkowym Bawaria, w rejencji Dolna Frankonia, w regionie Bayerischer Untermain, w powiecie Miltenberg, siedziba wspólnoty administracyjnej Stadtprozelten. Leży w paśmie górskim Spessart, ok. 12 km na północny wschód od Miltenberga, nad Menem, przy i linii kolejowej Aschaffenburg – Aalen.

## Dzielnice
W skład miasta wchodzą dwie dzielnice:
- Neuenbuch
- Stadtprozelten

## Polityka
Rada miasta:
|      | CSU | SPD | FWG | Razem     |
| 2002 | 6   | 2   | 5   | 13 miejsc |

## Zabytki i atrakcje
- ruiny zamku Henneburg
- budynek szpitalny z 1320
- kościół parafialny, gotyk
- kościół szpitalny
- ratusz z 1520
- kolumna toskańska
- dom parafialny z 1811
- pozostałości murów miejskich

## Galeria

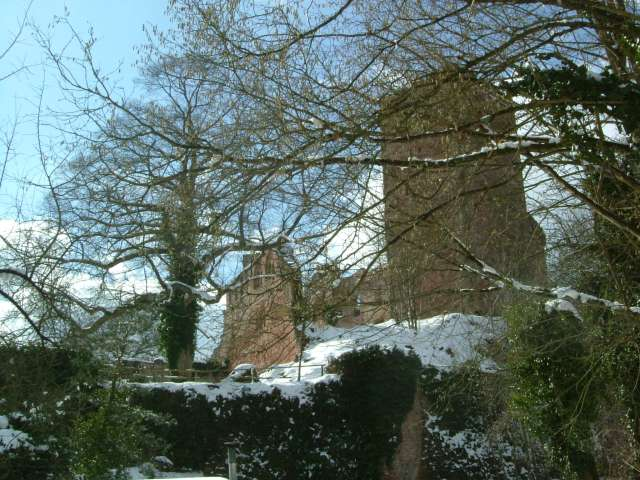
Henneburg
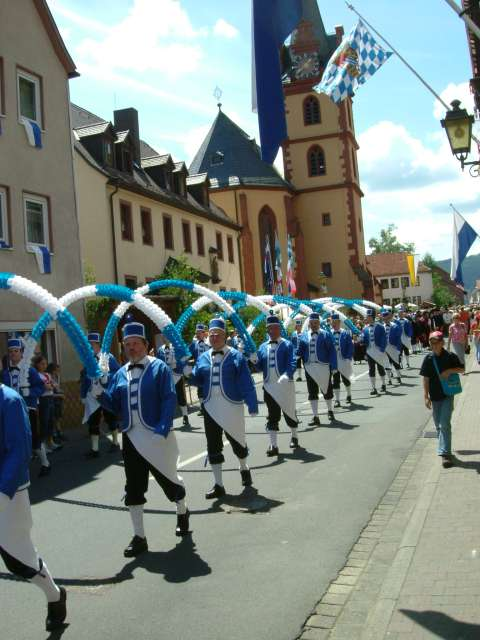
Festyn Miejski